# 칸디다 (이탈리아)
칸디다(이탈리아어: Candida)는 이탈리아 캄파니아주 아벨리노도의 코무네다.

## 같이 보기
- 칸디다